# Big Youth

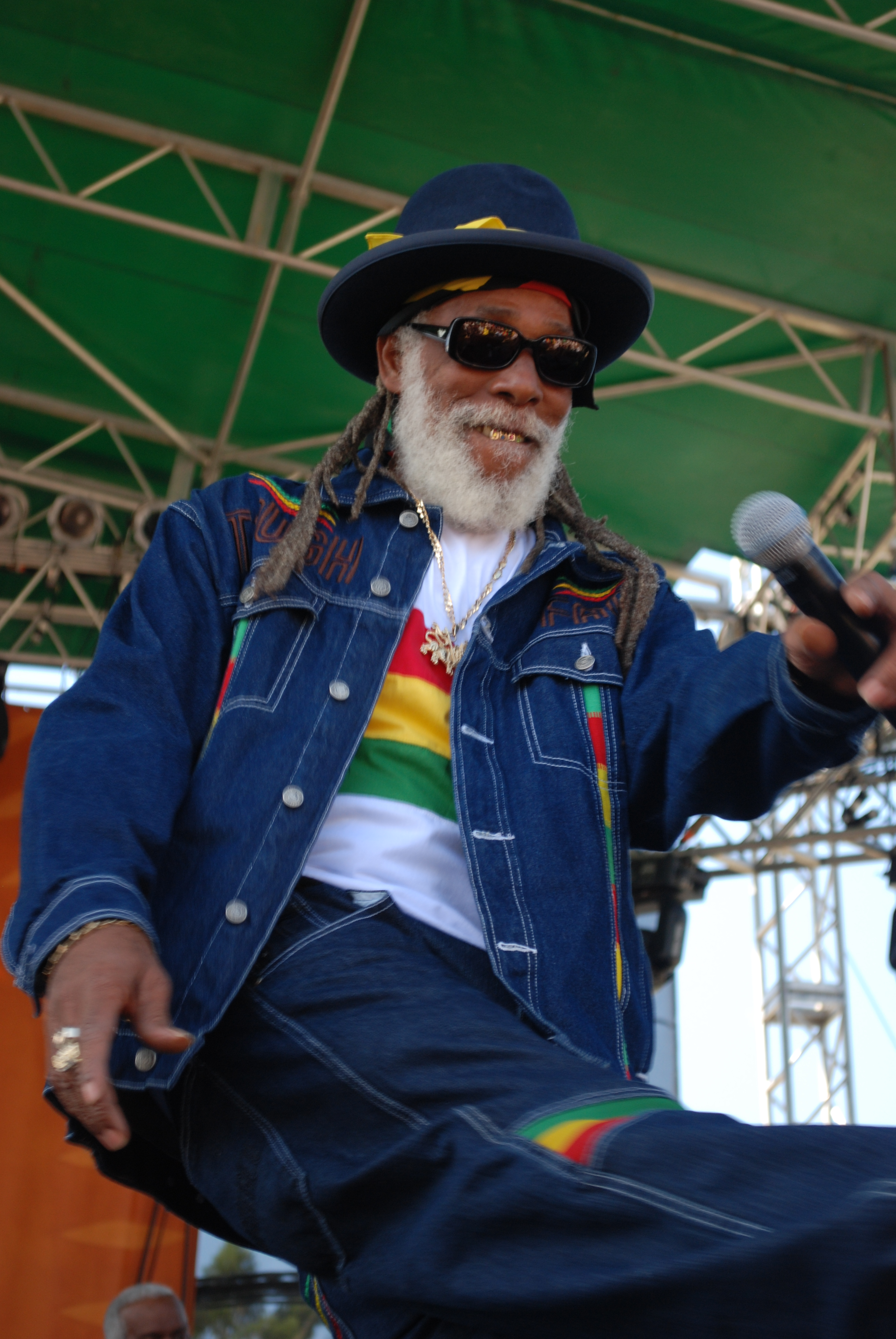
Big Youth bei einem Auftritt 2010

Big Youth (* 19. April 1949 in Kingston als Manley Augustus Buchanan) ist ein jamaikanischer Deejay, der vor allem in den 1970er Jahren Bekanntheit erlangte. 

## Werdegang
Als eines von fünf Kindern verließ er mit 14 Jahren die Schule und fing an in verschiedenen Hotels zu arbeiten. Durch seine Leidenschaft zu singen und durch die Liebe zur Musik wurde er DJ des Lord Tippertone Soundsystems, mit dem er in seiner Heimatstadt bekannt wurde. Big Youths Musik ist in die Genres Reggae bzw. Dancehall einzuordnen.
Big Youth ist einer der wichtigsten Vertreter des Toastings, des in Jamaika entstandenen Sprechgesangs über Dub-Tracks.
Seine Musik beinhaltet spirituelle Botschaften aus den Lehren und Prinzipien der Rastafari-Bewegung.

## Diskografie (Auswahl)
- Chi Chi Run (1972)
- Screaming Target (1973, Re-Make 1989)
- Reggae Phenomenon (1975)
- Dread Locks Dread (1975)
- Natty Cultural Dread (1976)
- Hit the Road Jack (1976)
- Isiah First Prophet of Old (1978)
- Progress (1979)
- Rock Holy (1980)
- Everyday Skank: Best of Big Youth (1980)
- Some Great Big Youth (1981)
- Chanting Dread Inna Fine Style (1983)
- Live at Reggae Sunsplash (1984)
- A Luta Continua (1986)
- Manifestation (1988)
- Jamming in the House of Dread (1990)
- Higher Grounds (1995)

## Filmografie
- Every Nigger Is a Star, Regie: Calvin Lockhart, Jamaika 1974. (Big Youth spielt sich selbst.)
- Rockers, Regie: Ted Bafaloukos, Jamaika 1978. (Er spielt sich selbst als „Jah Youth“.)